# Французский квартал

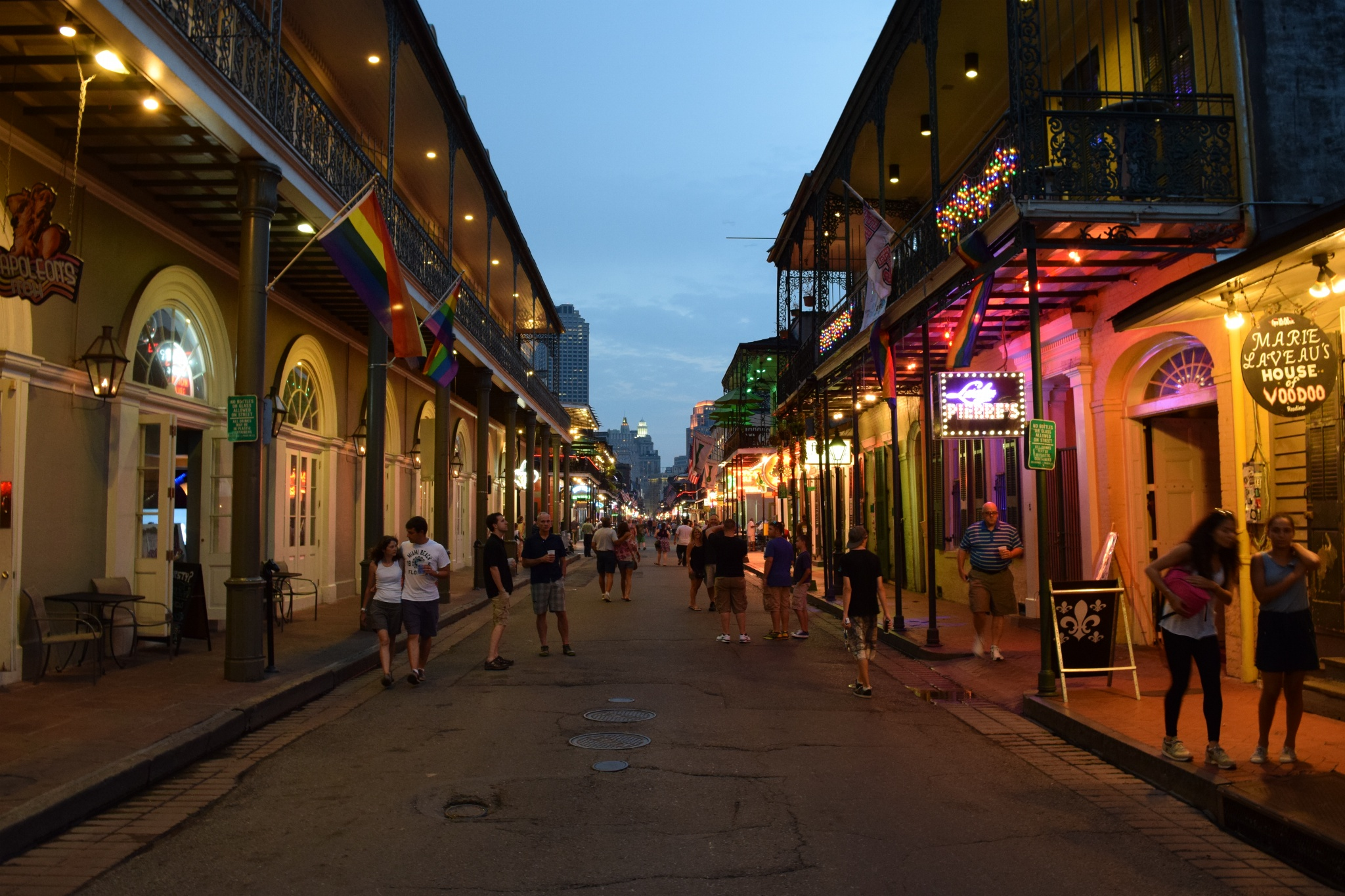
Бурбон-стрит, центральная улица Французского квартала.

Французский квартал (англ. French Quarter, фр. Vieux Carré) — старейшая часть Нового Орлеана.

## Краткие сведения
С ростом Нового Орлеана, долгое время город расширялся вокруг Французского квартала. Среди франкофонов Нового Орлеана квартал известен как Vieux Carré («Старый квартал»). Сегодня жители города называют его просто «Квартал». Центральная и одна из самых известных улиц квартала — Бурбон-стрит (фр. Rue Bourbon). По границе квартал, вдоль берега Миссисипи, проходит Прибрежная линия новоорлеанского трамвая, по которой курсируют вагоны, построенные как реплика исторических трамваев 1920-х годов.
В 1788 году пожар повредил или уничтожил большинство зданий Квартала. Случившийся в 1794 году другой пожар также повредил многие постройки. С покупкой американцами Луизианы, в городе с 1804 года стали селиться англофоны, в результате чего Новый Орлеан стал быстро расширяться. В конце XIX века в районе Французского квартала стали заселяться выходцы из Ирландии и Италии.
Французский квартал — одно из важнейших исторических мест в освоении европейцами Луизианы. 21 декабря 1965 года он стал Национальным историческим памятником, а 15 октября 1966 года Квартал был внесён в Национальный реестр исторических мест США.
В 2000 году на территории Французского квартала проживало 4176 человек. В 2005 году ураган Катрина нанёс Новому Орлеану значительный ущерб, но разрушения в Квартале были менее тяжёлыми.
Основные достопримечательности: Бурбон-стрит, Канал-стрит, площадь Джексона, Собор Святого Людовика. Также Французский квартал дал начало костюмированному представлению Марди Гра.